# キャロリン・ガルシア (メリー・プランクスターズ)
キャロリン・エリザベス・ガルシア (Carolyn Elizabeth Garcia, née Adams; 1946年5月6日 - ) は、マウンテン・ガール (Mountain Girl) としても知られる、元メリー・プランクスターズのメンバーで、ジェリー・ガルシアの元妻。
キャロリン・アダムズはニューヨーク州ポキプシーで生まれ育った。ハイドパークのフランクリン・デラノ・ルーズベルト高校に入学したが、1963年に放校となり、その直後兄のドンとカリフォルニア州パロアルトに旅行した。1964年初めに彼女はニール・キャサディと出会う。キャサディを彼女に紹介したのはケン・キージーとその友人で、キージーは彼女を「マウンテン・ガール」と名付けた1人であった。
キャサディは彼女をキージーの活動拠点であるカリフォルニア州ラ・ホンダに連れて行った。彼女はすぐにプランクスターズに加わり、キージーと恋愛関係になり、彼との間に娘を儲け、サンシャインと名付けた。グレイトフル・デッドの「ヒア・カムズ・サンシャイン」はこの娘に言及している可能性がある。デッドは二重の意味を持つ個人的な歌詞を好んでいた。キージーが逃亡すると、キャロリンは別のプランクスターのメンバー、ジョージ・ウォーカーと関係を持つ。ウォーカーは1966年に彼女の夫となった。ウォーカーとの結婚生活は長く続かず、1966年12月に別居、1978年に離婚した。彼女はウォーカーと別れた後、ジェリー・ガルシアと関係を持ったが、彼らは長年にわたって結婚しなかった。
キャロリンは1981年にジェリー・ガルシアと結婚したが、彼らは結婚前に2人の娘を儲けていた。一家はサンラフェルに家を構え、またスティンソン・ビーチにもビーチハウスを所有した。しかし、ガルシアがデボラ・クーンズと関係を持った後別居する。ジェリーとキャロリンは1994年に離婚したが、ガルシアの死まで2人は友人関係にあった。離婚後ガルシアはデボラ・クーンズと結婚したが、18ヶ月後に死去した。
ジェリー・ガルシアの死後、キャロリン・ガルシアは離婚和解合意の補償金訴訟に関与し、最終的に更なる訴訟費用を避けるために1,250,000ドルの和解に同意した。
キャロリン・ガルシアはマリファナの栽培に関する書籍「Primo Plant: Growing Sinsemilla Marijuana」を1976年にブックピープルから出版した。彼女は現在レックス財団とフューザー財団の理事であり、マリファナ・ポリシー・プロジェクトの顧問である。彼女はかつてウーマンズ・ヴィジョナリー・カウンシルの理事であった。彼女は現在娘のアナベルとキージーの家族の農場のあるオレゴン州プレザントヒルに住んでいる。

## 注
1. 1 2 3  Robins, Cynthia. "She Never Got Off the Bus: The hard life and high times of Carolyn Garcia".
2. ↑  Mountain Girl: Her tale begins in Hyde Park, Poughkeepsie Journal; accessed August 8, 2009.
3. ↑  Wolfe, Tom. (1968). The Electric Kool-Aid Acid Test.  Farrar, Straus and Giroux.
4. ↑  Doyle, Jim. (October 15, 1998). "Garcia's Ex-Wife To Get $1.25 Million: "Mountain Girl" had sued star's estate". San Francisco Chronicle. p. A21.
5. ↑  Ingram, Erik. (December 12, 1996). "Grateful Dead star's death leads to battle where it's… GARCIA VS. GARCIA". San Francisco Chronicle. p. A23
6. ↑  Mountain Girl (1998). Primo Plant: Growing Marijuana Outdoors. Quick American Archives. ISBN 0-932551-27-0.
7. ↑  Rex Foundation Board and Staff page, accessed December 14, 2010.
8. ↑  Furthur Foundation web site, accessed December 14, 2010.
9. ↑  Women's Visionary Congress speaker biographies, accessed December 14, 2010.